# Кривцы (Могилёвская область)
Кривцы́ (бел. Крыўцы) — деревня в составе Овсянковского сельсовета Горецкого района Могилёвской области Республики Беларусь.

## История
Упоминается в 1643 году как деревня в Басейском войтовстве Шкловской волости в Оршанском повете Великого Княжества Литовского.

## Население
- 1999 год — 16 человек
- 2010 год — 7 человек
- 2014 год — 8 человек